# ماركو مارين (سياسي)
ماركو مارين (بالإيطالية: Marco Marin)‏ هو مبارز بالسيف وسياسي إيطالي، ولد في 4 يوليو 1963 في بادوفا في إيطاليا. حزبياً، نشط في حزب شعب الحرية. وقد انتخب عضو مجلس الشيوخ الإيطالي (24 فبراير 2013 – 22 مارس 2018) وانتخب عضو مجلس النواب في الجمهورية الإيطالية (20 مارس 2018 – ).

## روابط خارجية
- ماركو مارين على موقع اللجنة الأولمبية الدولية (الإنجليزية)
- ماركو مارين على موقع أوليمبيديا (الإنجليزية)
- ماركو مارين على موقع اللجنة الأولمبية الإيطالية (الإيطالية)